# پل داوتاشن
پل داوتاشن (ارمنی: Դավթաշենի կամուրջ; انگلیسی: Davtashen Bridge) یک پل برای اتصال عبور و مرور دو سوی رود هرازدان در ایروان، ارمنستان می‌باشد. این پل خیابان واغارشیان ناحیه آرابکیر را به خیابان ساسنا تزرر ناحیه داوتاشن به هم متصل می کند. فرایند ساخت و ساز این پل در دهه ۱۹۷۰ میلادی توسط دولت شوروی آغاز گردید اما پس از مدت کوتاهی رها شد. تنها ساخت و ساز پل در سال ۲۰۰۰ تکمیل شد. ارتفاع پل ۹۲ متر از سطخ آب رود هرازدان می باشد. این پل توسط شرکت Kamurjshin بنا گردید.. این پل توسط معمار رافائل ایسرائلیان طراحی گردید.

## نگارخانه

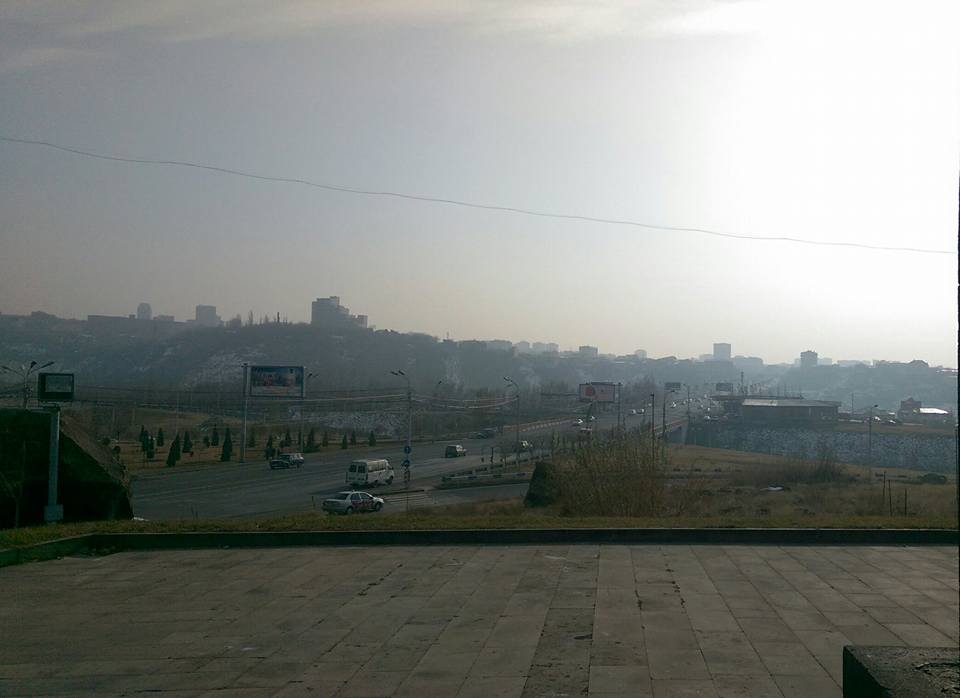
پل داوتاشن، ایروان دسامبر ۲۰۱۵